# Anisodes ophthalmicata
Anisodes ophthalmicata är en fjärilsart som beskrevs av Louis Beethoven Prout 1916. Anisodes ophthalmicata ingår i släktet Anisodes och familjen mätare. Inga underarter finns listade i Catalogue of Life.